# تامیسلاو ماریچ
تامیسلاو ماریچ (۲۸ ژانویهٔ ۱۹۷۳) یک بازیکن فوتبال اهل کرواسی است. وی در تیم ملی فوتبال کرواسی بازی کرده است.